# Aloe kraussii
Aloe kraussii é uma espécie de liliopsida do gênero Aloe, pertencente à família Asphodelaceae.